# The Best of AFTERSCHOOL 2009-2012: Korea Ver.
The Best of AFTERSCHOOL 2009-2012: Korea Ver. (estilizado como THE BEST OF AFTERSCHOOL 2009-2012 -Korea Ver.-) é o primeiro álbum de grandes êxitos do girl group After School. Foi lançado em 27 de março de 2013 pela Avex Trax juntamente com o primeiro DVD ao vivo do grupo, AFTERSCHOOL First Japan Tour 2012 -PLAYGIRLZ-. O álbum contém todos os singles do After School desde New Schoolgirl (2009) até Flashback (2012). O álbum também inclui canções do A.S. Red & Blue e singles do "Happy Pledis" de 2010 e 2011. A versão de edição limitada vem com um DVD com todos os videoclipes do After School até 2012.

## Lista de faixas
| Todas edições: | |                    |                                                     |         |  |
| N.º            | Título | Letras             | Produtor(es)                                        | Duração |  |
| 1.             | "Play Girlz" | Brave Brothers     | Brave Brothers                                      |         |  |
| 2.             | "AH" | Brave Brothers     | Brave Brothers                                      |         |  |
| 3.             | "Because of You" (너 때문에) | Brave Brothers     | Brave Brothers                                      |         |  |
| 4.             | "When I fall" | Kahi               | Magnus Lidehäll, Jacob Olofsson, Viktoria Sandström |         |  |
| 5.             | "Diva" | Brave Brothers     | Brave Brothers                                      |         |  |
| 6.             | "Bang!" | Kim Hee Sun, Bekah | Kim Tae Hyun, Mordney Present                       |         |  |
| 7.             | "Shampoo" | Won Tae Yeon       | Daishi Dance, Tomoharu Moriya                       |         |  |
| 8.             | "In The Night Sky" (A.S. RED) | Brave Brothers     | Brave Brothers                                      |         |  |
| 9.             | "Wonder Boy" (A.S. BLUE) |                    |                                                     |         |  |
| 10.            | "LOVE LOVE LOVE" (Happy Pledis 2010)                                                                                                  | Raina              |                                                     |         |  |
| 11.            | "Someone is you" (Happy Pledis 2010)                                                                                                  | Kahi               |                                                     |         |  |
| 12.            | "Love Letter" (Happy Pledis 2011; Son Dam Bi & After School feat. Ara, Lime do Hello Venus, Minhyun, Baekho do NU'EST, Park Junghyun) |                    |                                                     |         |  |
| 13.            | "FLASHBACK" | TEXU               | TEXU                                                |         |  |

| DVD: | |         |  |
| N.º  | Título | Duração |  |
| 1.   | "AH" |         |  |
| 2.   | "Because of You" |         |  |
| 3.   | "Diva" |         |  |
| 4.   | "Let's Do It!" |         |  |
| 5.   | "Bang!" |         |  |
| 6.   | "Let's Step Up" |         |  |
| 7.   | "Shampoo" |         |  |
| 8.   | "In The Night Sky" (A.S. RED) |         |  |
| 9.   | "Wonder Boy" (A.S. BLUE) |         |  |
| 10.  | "LOVE LOVE LOVE" (Happy Pledis 2010)                                                                                                 |         |  |
| 11.  | "Love Letter" (Happy Pledis 2011; Son Dam Bi & After School feat. Ara, Lime do Hello Venus, Minhyun, Bakho do NU’EST, Park Junghyun) |         |  |
| 12.  | "FLASHBACK" |         |  |

## Desempenho nas paradas

### Oricon
| Lançamento          | Parada da Oricon   | Melhor posição | Vendas de estreia | Vendas totais | Período na parada |
| ------------------- | ------------------ | -------------- | ----------------- | ------------- | ----------------- |
| 27 de março de 2013 | Daily Album Chart  | 17             | 3.235             | 3.750+        | 2 semanas         |
| 27 de março de 2013 | Weekly Album Chart | 40             | 3.235             | 3.750+        | 2 semanas         |

## Histórico de lançamento
| País  | Data                | Gravadora | Formato                | Catálogo     |
| ----- | ------------------- | --------- | ---------------------- | ------------ |
| Japão | 27 de março de 2013 | Avex Trax | Edição Limitada CD+DVD | AVCD-38723/B |
| Japão | 27 de março de 2013 | Avex Trax | Edição somente CD      | AVCD-38724   |